# Ceratostylis ampullacea
Ceratostylis ampullacea är en orkidéart som beskrevs av Friedrich Fritz Wilhelm Ludwig Kraenzlin. Ceratostylis ampullacea ingår i släktet Ceratostylis och familjen orkidéer. Inga underarter finns listade i Catalogue of Life.